# خيسوس هيرتادو توريس
خيسوس هيرتادو توريس هو سياسي مكسيكي، ولد في 13 يوليو 1965 في ولاية خاليسكو في المكسيك. نشط حزبياً في حزب العمل الوطني. وقد انتخب عضو مجلس النواب المكسيك ‏.